# Алгоритм Барейса
Алгоритм Барейса — алгоритм вычисления определителя или приведения к ступенчатому виду матрицы с целыми элементами с помощью исключительно целочисленной арифметики. Назван именем Э. Барейса. Любое деление, выполняемое по алгоритму, гарантирует точное деление (без остатка). Метод может быть использован также для вычисления определителя матрицы с (приблизительными) вещественными элементами, что исключает ошибки округления, за исключением ошибок, уже присутствующих во входных данных.

## История
Общий алгоритм Барейса отличается от одноимённого алгоритма для обращения матриц Тёплица.
В некоторых испаноязычных странах алгоритм известен также как алгоритм Барейса — Монтанте, поскольку Рене Марио Монтанте Пардо, профессор автономного университета штата Нуэво Леон в Мексике, популяризовал метод среди студентов.

## Обзор
Определение определителя использует только операции умножения, сложения и вычитания. Очевидно, что определитель будет целым, если все элементы матрицы целые. Однако фактическое вычисление определителя, исходя чисто из определения или используя формулу Лейбница, непрактично, поскольку требует {\displaystyle O(n!)} операций.
Метод Гаусса имеет сложность {\displaystyle O(n^{3})}, но использует деление, которое приводит к ошибкам округления в случае реализации с помощью арифметики с плавающей запятой.
Ошибки округления можно избежать, если все числа хранить как дроби вместо чисел с плавающей запятой. Однако размер каждого элемента растёт экспоненциально в зависимости от числа строк.
Барейс поставил вопрос проведения исключений в целых числах, сохраняя при этом величину промежуточных коэффициентов достаточно маленькой. Предложено два алгоритма:
1. Алгоритм без деления — осуществляет сведение матрицы к треугольному виду вообще без операции деления.
2. Алгоритм без остатков — использует деление для уменьшения промежуточных значений, но, вследствие тождества Сильвестера[англ.], преобразование остаётся целым (деление имеет нулевой остаток).

Для полноты Барейс предложил также методы исключений без умножения, но с дробями.

## Алгоритм
Вычислительная структура этого алгоритма представляет собой простой тройной цикл, как и в обычном методе Гаусса. Однако в этом случае матрица модифицируется так, что каждый элемент {\displaystyle M_{k,k}} содержит ведущий главный минор [M]k, k. Правильность алгоритма легко показывается индукцией по k.
- Входные данные: M — {\displaystyle n\times n} матрица 
в предположении, что все ведущие главные миноры {\displaystyle [M]_{k,k}} не нулевые.
- Положим {\displaystyle M_{0,0}=1}
- Для всех k от 1 до n-1:
  - Для всех i от k+1 до n:
    - Для всех j от k+1 до n:
      - Положим {\displaystyle M_{i,j}={\frac {M_{i,j}M_{k,k}-M_{i,k}M_{k,j}}{M_{k-1,k-1}}}}
- Выходные данные: Матрица изменена на месте[англ.],
каждый элемент Mk, k содержит ведущий главный минор {\displaystyle [M]_{k,k}},
значение {\displaystyle M_{n,n}} содержит определитель исходной матрицы M.

Если предположение о неравенству нулю главных миноров окажется неверным, то есть {\displaystyle M_{k-1,k-1}=0}, а некоторые {\displaystyle M_{i,k-1}\neq 0(i=k,\dots ,n)}, то мы можем переставить строки k-1 и i местами, сменив знак конечного значения.

## Анализ
Во время выполнения алгоритма Барейса любое вычисленное целое является определителем подматрицы входной матрицы. Это позволяет с помощью неравенства Адамара ограничить размер целых чисел. В остальном алгоритм Барейса можно рассматривать как вариант метода Гаусса, который требует фактически того же числа арифметических операций.
Отсюда следует, что для {\displaystyle n\times n} матрицы с максимальным (абсолютным) значением {\displaystyle 2^{L}} для каждого элемента алгоритм Барейса работает за O(n3) элементарных операций с ограничением {\displaystyle O(n^{\tfrac {n}{2}}2^{nL})} на абсолютную величину промежуточных значений. Вычислительная сложность алгоритма тогда составляет {\displaystyle O(n^{5}L^{2}(\log(n)^{2}+L^{2}))} при использовании элементарной арифметики или {\displaystyle O(n^{4}L(\log(n)+L)\log(log(n)+L)))} при использовании быстрого умножения.